# Novodamus
Novodamus là một chi nhện trong họ Nicodamidae.